# Orthoscuticella fissurata
Orthoscuticella fissurata är en mossdjursart som först beskrevs av Levinsen 1909.  Orthoscuticella fissurata ingår i släktet Orthoscuticella och familjen Catenicellidae. Inga underarter finns listade i Catalogue of Life.